# 马林 (足球运动员)
马林（1962年7月28日—），出生于黑龙江省齐齐哈尔市，是中国已经退役的足球运动员和现任主教练，曾经是中国国家队主力前锋，曾在中超球队辽宁沈阳开新担任多年的主教练。马林曾经获评亚洲第一中锋，屡次在关键比赛中为辽宁队和中国队入球。辽宁足球队十连冠的重要人物。
马林是联赛职业化后执教辽宁队时间最长的主教练。

## 职业生涯
马林于1983年进入辽宁队，1984年入选中国国家足球队参加在新加坡举行的亚洲杯，但马林没有得到出场机会，亚洲杯赛结束后，马林认为自己的能力还无法达到国家队的要求，于是退出国家队回到国家二队去继续训练。1985年9月。国家队在冲击世界杯失败后进行了重组，年维泗重新出山担任国家队主教练，马林被正式选调入国家队后成为主力前锋。
马林在1987年的奥运会足球预选赛表现出色幚助中国队历史性首次打进奥运会足球项目，其后又代表中国参加1988年奥运会的足球比赛。
马林是1990年为辽宁队历史性夺得亚洲足球俱乐部杯的球员之一。1991年代表辽宁队参加亚俱杯获得亚军，同时个人获得该届亚俱杯最佳射手，1992年被辽宁队租借到日本球队日本钢管效力一年。1995年，马林从辽宁队加盟大连万达在该赛季结束后退役。

## 教练生涯
1996年马林担任甲B联赛球队大连顺发的领队和助理教练开始其教练生涯。
1999年，马林去了新加坡为ESPN担任足球解说员。2000年10月，开始担任辽宁队助理教练。
2003年6月，辽宁队的保加利亚外教佩内夫因战绩不佳下课后，马林出任球队的代理主教练。在其上任后，迅速取得了5轮不败的成绩，当年联赛辽宁队也获得了联赛第六名。2004年辽宁队夺得了联赛第四，在该赛季结束后马林离开了球队。
马林离开辽宁队后，先后执教重庆力帆及江苏舜天两支球队。2008年中，马林再次担任辽宁宏运的主教练，虽然该赛季辽宁队最终降级,但2009年球队在马林的执教下获得中甲联赛冠军重返中超联赛。
2011年马林带领辽宁宏运获得中超联赛第三名同时获得2012年亚洲冠军联赛的参加资格，但是辽宁队在同年12月宣佈退出亚冠资格赛，马林最终无缘带领球队参加亚洲赛事。同年马林凭着带领辽宁宏运得到联赛第三名的成绩获选为中超最佳教练。
2013年12月，马林加盟大连阿尔滨，担任代理主教练。
2014年5月28日，由于大连阿尔滨在中超14轮比赛仅取得14分的成绩，排名联赛倒数第4，球队远没有达到马林自己预期的表现，大连阿尔滨通过微博宣布同意主教练马林的辞职请求。
2014年8月，中甲球队河北中基宣布聘请马林担任球队总顾问，但一週后因球队成绩并不理想在18轮比赛仅获得了3胜7平7负，马林接替洋帅内尔松出任球队主教练。
2015年夏天，马林第三次成为了辽宁宏运的主教练，2017年8月1日，辽宁足球俱乐部宣布马林因身体原因辞职，转任球队技术总监。
2017年12月26日，中超新军大连一方宣布马林出任球队新任主教练。由于带队成绩不佳，中超联赛三轮过后，2018年3月19日晚，大连一方官方宣布“由欧洲著名教头、曾担任过皇家马德里队主帅的舒斯特尔出任新主教练，对原马林教练团队另行安排。”执教不到三个月，便交出了接手大连一方冲超后的主教练位置。

## 外部連結
- 马林忆与中国足球30年：错过5.19 经历黑色3分钟 (2005-5-19)